# لورينزو ستوفيني
لورينزو ستوفيني (بالإيطالية: Lorenzo Stovini)‏ (24 نوفمبر 1976 بفلورنسا في إيطاليا - ) هو لاعب كرة قدم إيطالي في مركز الدفاع. لعب مع نادي إمبولي ونادي بريشيا ونادي روما ونادي ريجينا ونادي فيتشينزا ونادي كاتانيا ونادي ليتشي.

## روابط خارجية
- لورينزو ستوفيني على موقع قاعدة بيانات كرة القدم.إي يو (الإنجليزية)
- لورينزو ستوفيني على موقع Soccerway.com (الإنجليزية)
- لورينزو ستوفيني على موقع عالم كرة القدم.نت (الإنجليزية)